# Duszność krtaniowa
Duszność krtaniowa – zaburzenie układu oddechowego spowodowane zwężeniem się światła krtani. Spowodowane to może być poprzez stan zapalny gardła, guz bądź też ciało obce lub uraz. Dolegliwość ta połączona jest ze świstem krtaniowym i występuje przeważnie jako duszność wdechowa, powodująca trudności w oddychaniu. Duszność krtaniowa najczęściej występuje u dzieci.